# Kelly Druyts
Kelly Druyts (Wilrijk, 21 de octubre de 1989) es una deportista belga que compite en ciclismo en las modalidades de pista, especialista en las pruebas de puntuación y scratch, y ruta.
Ganó dos medallas en el Campeonato Mundial de Ciclismo en Pista, oro en 2014 y bronce en 2012, y una medalla de plata en el Campeonato Europeo de Ciclismo en Pista de 2014.

## Medallero internacional
| Campeonato Mundial | Campeonato Mundial     | Campeonato Mundial | Campeonato Mundial |
| Año                | Lugar                  | Medalla            | Competición        |
| ------------------ | ---------------------- | ------------------ | ------------------ |
| 2012               | Melbourne (Australia)  | Medalla de bronce  | Scratch            |
| 2014               | Cali (Colombia)        | Medalla de oro     | Scratch            |
| Campeonato Europeo |                        |                    |                    |
| Año                | Lugar                  | Medalla            | Competición        |
| 2014               | Baie-Mahault (Francia) | Medalla de plata   | Puntuación         |

## Palmarés
| Año  | Resultado                                                                                 |
| ---- | ----------------------------------------------------------------------------------------- |
| 2008 | 3.ª en el Campeonato de Bélgica Contrarreloj                                              |
| 2009 | 3.ª en el Campeonato de Bélgica en Ruta                                                   |
| 2010 | 2.ª en el Campeonato de Bélgica en Ruta                                                   |
| 2014 | 1 etapa del Trophée d'Or Féminin1 etapa del Boels Rental Ladies Tour                      |
| 2017 | 3.ª en el Campeonato de Bélgica en Ruta                                                   |
| 2018 | 1 etapa del Tour de la Isla de Zhoushan1 etapa de la Panorama Guizhou International Women |
| 2023 | 3.ª en el Campeonato de Bélgica en Ruta                                                   |

### Últimos Equipos
- 2025 - Equipo ciclista Belco / Van Eyck (CLUB)
- 2024 - Chevalmeire (CTW)
- 202 - Equipo ciclista Duolar-Chevalmeire (CTW)
- 2022 - Bingoal Casino - Chevalmeire - Van Eyck Sport (CTW)
- 2021 - Casino Bingoal - Equipo Ciclista Chevalmeire (CTW)
- 2020 - Equipo ciclista Chevalmeire (CTW)[3]